# Азібаал (цар Бібла)
Азібаал (д/н — бл. 348 до н. е.) — цар Бібла в 362—348 роках до н. е. Ім'я перекладається як «Баал потужен».

## Життєпис
Син володарів Бібла Палтібаала і Батноам. Посів трон близько 362 року до н. е. Згадується на саркофазі своєї матері. Проводив проперську політику, що дозволило цареві не втручатися у численні заворушення проти Ахеменідів, зокрема повстання в Фінікії та на о. Кіпр. Це дозволило посилити економічну потугу міста-держави.
Відомі монети Азібаал, де було вибито його монограмму. Володарював десь до 348 року до н. е. Йому спадкував брат або син Адармілку.